# 大宇宙与小宇宙

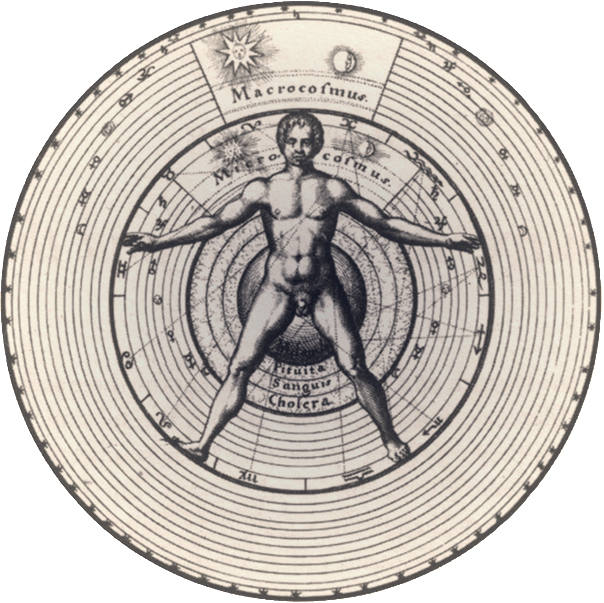
羅伯特·弗拉德（Robert Fludd）把人視為宏觀宇宙中縮影的插圖。弗拉德陳述說「人乃其自己的整體世界，所謂的微觀世界顯示了宇宙所有部分的微型模式。因此頭部是與最高天有關，而胸部是對應著飄渺的天空以及腹部對應基本的實體。（Man is a whole world of its own, called microcosm for it displays a miniature pattern of all the parts of the universe. Thus the head is related to the Empyreal, the chest to the ethereal heaven and the belly to the elementary substance.）」

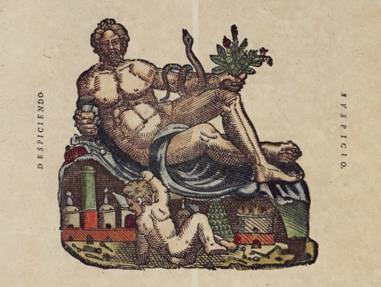
“藉觀其下，吾知其上。（By looking down, I see up.）”，出自於第谷·布拉赫（Tycho Brahe）的《新天文學儀器》（Astronomiæ instauratæ Mechanica）書中一對插圖的其中之一，描繪了他對宏觀與微觀世界之間的聯繫的理解。

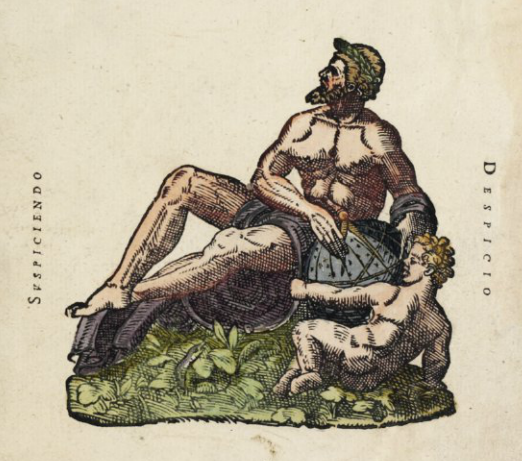
“藉觀其上，吾知其下。（By looking up, I see down.）”

大宇宙與小宇宙（Macrocosm and microcosm）是西方自古希腊、中世纪时代形成的一种观念，假定人（小宇宙）与宇宙（大宇宙）之间存在结构相似性，因此，关于整个宇宙本质的真理可以从关于人的內在推断出来，「認識你自己」，反之亦然。在世界各地也存在类似的思想，如中国的天人感应、天人相应。
利用这种观念可以推出其他一些观念，包括宇宙可以被视为有生命甚至有灵魂（最早见于柏拉图《蒂迈欧篇》），后影响了斯多噶派。在医学和占星术上，行星也会被认为与人的某个器官或性格间存在关系。
根據學者皮爾·A·李法德（Pierre A. Riffard）所述，它是一個「在所有奧秘思想學派中出現（present in all esoteric schools of thinking）」的特徵。它與荷米斯主義（Hermeticism）密切相關並且基於諸如占星術、煉金術，以及神聖幾何（Sacred geometry）其前提是「其下如其上，其內如其外（As Above, So Below）」的實踐。

## 流行文化
- 日本動漫聖鬥士星矢中就有藉由認識「小宇宙」進而獲取力量的設定。